# (33372) Jonathanchung
1999 BP23 (asteroide 33372) é um asteroide da cintura principal. Possui uma excentricidade de 0.16078280 e uma inclinação de 2.80561º.
Este asteroide foi descoberto no dia 18 de janeiro de 1999 por LINEAR em Socorro.